# کنگو تسوتسومی
کنگو تسوتسومی (انگلیسی: Kengo Tsutsumi؛ زادهٔ ۸ مارس ۱۹۷۸) بازیکن فوتبال اهل ژاپن است.